# Warren Benbow
Warren Benbow (New York, 22 december 1954) is een Amerikaanse jazzdrummer.

## Biografie
Benbow studeerde aan de High School of Performing Arts slagwerk en percussie bij Warren Smith en bij Morris Goldenburg (New York Philharmonic). Hij vervolgde zijn studies aan het Mannes College bij Walter Rosenberger en Dong Wong Park. Daarnaast kreeg hij een opleiding in het Jazzmobile door Freddie Waits en Tootie Heath. Na bemiddeling van Waits begeleidde hij de zangeres Betty Carter, daarna speelde hij bij Nina Simone en Larry Willis. In 1982 was hij mede-oprichter van James Blood Ulmers basloze band Odyssey. Hij was betrokken bij de albums Odyssey, Bloody Guitar, Part Time, Live at the Caravan of Dreams en Reunion.
Benbow werkte ook met Jimmy Owens, Eddie Gomez, Olu Dara, Michał Urbaniak en Teruo Nakamura, en als theatermuzikant op Broadway. Daarnaast was hij ook werkzaam voor Whitney Houston, Gwen Guthrie, LL Cool J, SWV en Mary J. Blige.

## Discografie
- 1972: Nina Simone, Emergency Ward (RCA Victor)
- 1981: Luther Thomas & Dizzazz, Yo' Momma (Moers Music)
- 2013: Harmolodic Adventure (cd Baby, met Al MacDowell, Brandon Ross, Jay Rodriguez, Graham Haynes, Chris Theberge, Pete Drungle, Charles Burnham)

- Gemeinsame Normdatei: 13432563X
- International Standard Name Identifier: 0000 0000 4601 4791
- Library of Congress Control Number: no97061448
- MusicBrainz: 70b896d4-2019-4037-80af-bee029e50e55
- Virtual International Authority File: 29140829
- WorldCat: E39PBJfGWXyh6WT63dQRmCbmVC